# Jean-Pierre Lauricella
Jean-Pierre Lauricella, né le 4 février 1965 à Charbonnier-les-Mines (Puy-de-Dôme), est un footballeur français entraîneur des gardiens.

## Biographie
Jean Pierre Lauricella quitte l'Auvergne pour rejoindre le centre de formation du Lille Olympique Sporting Club, club pour lequel il va jouer presque l'intégralité de sa carrière. Il remporte le championnat d'Europe des moins de 18 ans en 1983. Il est prêté à des clubs de deuxième division, le Valenciennes Football Club durant la saison 1985 puis le Football Club d'Annecy en 1989. 
Il intègre le staff technique du Racing Club de Lens en 1998 pour s'occuper successivement de l'équipe de moins de dix-sept ans et des jeunes gardiens du club avant de rejoindre le groupe professionnel le 23 janvier 2001. 
Il est remplacé au poste d'adjoint par Joël Muller en juin 2001 et reprend ses fonctions au centre de formation. Au moment du limogeage de Joël Muller le 24 janvier 2005, il retrouve le groupe professionnel. Durant cette même année, il gagne  la Coupe Intertoto avec Francis Gillot comme entraîneur principal.

## Carrière de joueur
- 1979-1985 :  Lille OSC
- 1985-1986 :  Valenciennes FC
- 1986-1988 :  Lille OSC
- 1988-1989 :  FC Annecy
- 1989-1996 :  Lille OSC[1]

## Palmarès

### En tant qu'entraîneur adjoint
- Vainqueur de la Coupe Intertoto en 2005
- Finaliste de la Coupe de la Ligue en 2008
- Champion de France des moins de 18 ans en 2009
- Finaliste de la Coupe Gambardella en 2016